# Division I 1949-1950 (pallacanestro maschile)
La Division I 1949-1950 è stata la 18ª edizione del massimo campionato belga di pallacanestro maschile. La vittoria finale è stata ad appannaggio del Semailles.

## Risultati

### Stagione regolare
|     | Squadra              | G  | V  | N | P  | PF | PS | Pt. | Qualificazione |
| --- | -------------------- | -- | -- | - | -- | -- | -- | --- | -------------- |
| 1.  | Semailles            | 22 | 19 | 1 | 2  |    |    | 39  |                |
| 2.  | Hellas Gent          | 22 | 19 | 0 | 3  |    |    | 38  |                |
| 3.  | Racing Bruxelles     | 22 | 18 | 0 | 4  |    |    | 36  |                |
| 4.  | Royal IV             | 22 | 18 | 0 | 4  |    |    | 36  |                |
| 5.  | Amicale Sportive     | 22 | 10 | 1 | 11 |    |    | 21  |                |
| 6.  | Travail & Loisirs    | 22 | 10 | 0 | 12 |    |    | 20  |                |
| 7.  | Ougrée               | 22 | 8  | 1 | 13 |    |    | 17  |                |
| 8.  | Union Saint-Gilloise | 22 | 7  | 3 | 12 |    |    | 17  |                |
| 9.  | Moortebeek           | 22 | 6  | 2 | 14 |    |    | 14  |                |
| 10. | Mercurius Anversa    | 22 | 6  | 0 | 16 |    |    | 12  |                |
| 11. | Bressoux             | 22 | 4  | 1 | 17 |    |    | 9   | retrocesse     |
| 12. | Canter Schaerbeek    | 22 | 2  | 1 | 19 |    |    | 5   | retrocesse     |

| Division I 1949-1950 |
| -------------------- |
| Semailles 5º titolo  |

## Formazione vincitrice
| N° | Naz.              | Ruolo | Sportivo     |  | Alt. |  |
| -- | ----------------- | ----- | ------------ |  | ---- |  |
|    | Belgio (bandiera) |       | Désiré Ligon |  | 183  |  |